# Cory Carlson
Cory Carlson (17 settembre 1960) è un ex sciatore alpino statunitense.

## Biografia
Slalomista puro originario di Minnetonka, Carlson fu 3º nella classifica di specialità in Nor-Am Cup nella stagione 1984-1985, mentre in Coppa del Mondo ottenne l'unico piazzamento il 20 marzo dello stesso anno a Park City (15º); in seguito partecipò al circuito professionistico nordamericano (Pro Tour) e lavorò come commentatore sportivo televisivo e come agente immobiliare. Non prese parte a rassegne olimpiche né ottenne piazzamenti ai Campionati mondiali.

## Palmarès

### Coppa del Mondo
- Miglior piazzamento in classifica generale: 110º nel 1985